# Hydraena longicollis
Hydraena longicollis är en skalbaggsart som beskrevs av Sharp 1882. Hydraena longicollis ingår i släktet Hydraena och familjen vattenbrynsbaggar. Inga underarter finns listade i Catalogue of Life.